# Francisco Guerrero Marín
Francisco Guerrero Marín (Linares, 7 de julio de 1951 -  Madrid, 19 de octubre de 1997) fue un compositor español de música artística y cinematográfica, considerado por muchos uno de los más importantes del siglo XX en España y más originales a nivel internacional.

## Biografía

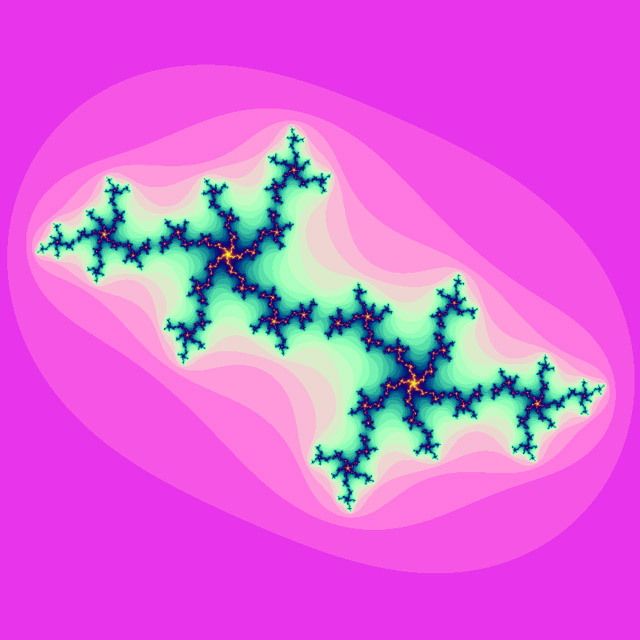
Imagen de fractal

Se inició en la música de la mano de su padre que tocaba el piano y era profesor de música, así como organista en la basílica de San Juan de Dios de Granada, enfocándose en los estudios de órgano y composición. Entre 1966 y 1969 estudió con Juan Alfonso García, compositor y organista de la Catedral de Granada de poco ortodoxos métodos. Al mismo tiempo Guerrero alimenta su curiosidad de manera autodidacta, ejemplo de ello es Partita (1967) para órgano, obra compuesta con dieciséis años, que publica gracias a García en la revista Tesoro Sacro Musical y que constituye una interpretación personal de los principios seriales. En 1968 conoció a Luis de Pablo, quien será determinante en sus primeros años como compositor. De él dijo: «Cuando empecé a acercarme a la vanguardia, el ejemplo que tomé fue Luis de Pablo. Yo quería ser él.». No en vano su obra Facturas (1969), ganadora del Premio de Composición Manuel de Falla en 1970, supone una asimilación de la aleatoriedad formal que de Pablo emplea en su obra Módulos (1964-1967).
En 1971 viajó a Madrid, donde se estableció definitivamente, tomando contacto con Tomás Marco, quien apoyaría notablemente a Guerrero. Al mismo tiempo, a instancias de Luis de Pablo, se incorporaría al primer laboratorio español de música electroacústica, Alea, creado por de Pablo en 1964. Dos años después, en 1973, representó a España en la Tribuna Internacional de Compositores de la UNESCO. También en 1973 participó en la Bienal de París. Representó igualmente a España en el Prix Italia y fue seleccionado para el premio Gaudeamus de Composición con su obra Ecce opus, estrenada en 1976 en el Festival de Royan. En 1974 cofundó, junto a Alfredo Aracil, Tomás Garrido y Pablo Riviere, Glosa, un grupo dedicado a la interpretación de partituras gráficas. Las piezas compuestas durante esos años participan de las principales corrientes artísticas de la época: indeterminación en la escritura, notación espacial, música textual, las citadas partituras gráficas, etc. Este clima de continua experimentación desembocaría en la primera obra de importancia en su catálogo, Actus (1976), ganadora del Arpa de Oro en el tercer concurso de composición organizado por la Confederación Española de Cajas de Ahorros, y que constituye el primer exponente de un cambio de mentalidad creadora y un giro con el que arranca una nueva etapa compositiva. En esta pieza, heredera de la música de Iannis Xenakis al igual que buena parte de su producción anterior, Guerrero comienza a aplicar modelos combinatorios extramusicales para la composición. En sus piezas inmediatamente posteriores, como Anemos C (1976) y Opus 1 Manual (1976), Guerrero abandona la flexibilidad en la escritura y desarrolla un lenguaje plenamente autónomo, de gran fuerza expresiva y originalidad, que le separa de las principales corrientes imperantes en España. Anemos C se inscribe dentro de una tendencia a la cual pertenecen piezas emblemáticas de la época como Los espacios acústicos de Gérard Grisey y Ritual de Pierre Boulez, ambas iniciadas en 1974. Una corriente cuya característica fundamental es la continuidad sonora y el tiempo musical ralentizado, que surge como reacción a la fragmentación del discurso serial.
En poco tiempo, Guerrero consiguió destacar en el panorama internacional, con presencia en festivales de relevancia como los de Saints, Royan o Almeida de Londres, en donde se le dedica un concierto monográfico en 1986. De hecho, desde mediados de los setenta desarrolla su carrera fundamentalmente en Centroeuropa gracias al apoyo de uno de los grandes defensores de su música, el musicólogo Harry Halbreich, también vehemente valedor de Xenakis.
En 1979 obtiene el Premio “Ciudad de Granada”, otorgado por el Excmo. Ayuntamiento de esta ciudad y en 1982 fue nombrado Académico Correspondiente de la Academia de Bellas Artes de Granada. A mediados de la década llevaría a su máximo desarrollo el sistema combinatorio en Zayin (1983), Ariadna (1984) y Têyas (1985). Este año es nombrado miembro del Patronato del Festival Internacional de Música y Danza de Granada y funda el Departamento de Música informática en la Universidad Politécnica de Las Palmas de Gran Canaria.
Entre 1985 y 1988 el músico pasa por un período de inactividad creadora que desemboca en un nuevo modelo combinatorio. Por entonces conoce a Miguel Ángel Guillén, ingeniero informático con quien desarrolla una serie de programas ajustados a sus necesidades compositivas cada vez más influidas por los modelos científicos. Ello le permitirá incorporar a comienzos de los noventa, de manera pionera, sistemas de simulación fractal en sus obras con ayuda de ordenadores. La primera pieza en que hace uso de fractales es Sáhara (1991), «probablemente una de las más logradas del compositor, donde se pone de manifiesto la estética fauve, brutalista, próxima a los planteamientos de Xenakis, y la impactante fuerza de su música». Guerrero vería en la ciencia una herramienta infalible para la creación capaz de dotar de coherencia y rigor a una obra. Esta forma de concebir el arte estaría presente, de igual manera, en muchos otros compositores de la segunda mitad del siglo XX, entre los que se encuentran Xenakis, György Ligeti o Pascal Dusapin, quienes también emplearon fractales en su obra, o Friedrich Cerha, que aplicó principios procedentes de la cibernética. Como último proyecto, Guerrero quiso orquestar la que para él es «la obra española más importante de los últimos cien años», la suite Iberia de Isaac Albéniz. Sólo logró terminar seis de las doce piezas que forman la suite.
En 1994 la Consejería de Cultura de la Junta de Andalucía le concedió el Premio Andalucía de la Música.
Guerrero fue además becario de la Fundación Juan March y colaborador de Radio Nacional de España donde tomó parte en el espacio “Días de música contemporánea”, también lo había sido anteriormente de Radio Popular de Granada, junto a Juan de Loxa y José Antonio Lacárcel.
F. Guerrero fue autor de obras sinfónicas, corales, electrónicas y de cámara, en muchas de las cuales su procedimiento compositivo se basa en las matemáticas y más concretamente en las fractales, de cuyo uso para la composición musical fue pionero. Compuso también bandas sonoras para cine y televisión, colaborando en repetidas ocasiones con el director Jaime Chávarri.
Fruto de su relación con Beatriz Elorza, tuvo dos hijos: Rodrigo y Pablo Guerrero Elorza. 
Murió prematuramente, a los 46 años de edad, en Madrid, a consecuencia de la rotura de una variz esofágica, en el domicilio conyugal que compartía con su mujer, la arpista Susana Cermeño, y la hija de ambos Ángela Guerrero Cermeño.

### Docencia
Una faceta importante en la carrera de Guerrero fue la de profesor. Desde comienzos de los ochenta desarrolló una labor esencial como profesor de varias generaciones de compositores, hoy figuras de reconocido prestigio internacional y, en algunos casos, acreedores del Premio Nacional de Música como Alberto Posadas, César Camarero, David del Puerto, Jesús Rueda, Jesús Torres o Juan J. G. Escudero.
En palabras de David del Puerto, Guerrero supuso para ellos un verdadero aguijonazo que impulsó a una nueva oleada de músicos basando sus enseñanzas en la necesidad de adquirir un profundo conocimiento técnico del oficio de compositor. En las clases llegaba a establecer una relación muy estrecha con sus alumnos, lo que provocó no pocas fricciones con muchos de ellos debido a su absorbente personalidad e hizo que participaran de manera directa en el proceso compositivo de algunas de sus obras, como si de un taller artístico se tratara.

## Obra
Se puede consultar el siguiente artículo sobre Guerrero y su obra_  'FRANCISCO GUERRERO (1951-1997): BINOMIO, MÚSICA Y MATEMÁTICA', de Inmaculada Ferro, con el siguiente enlace: http://www.centrodedocumentacionmusicaldeandalucia.es/ojs/index.php/pfmec/article/view/299
Se puede consultar el catálogo completo oficial de las obras de Guerrero, elaborado por su viuda, Susana Cermeño, según las indicaciones del propio Guerrero, en el artículo 'APROXIMACIÓN A UN CATÁLOGO DEFINITIVO DE LA OBRA DE FRANCISCO GUERRERO (1951-1997)': http://www.centrodedocumentacionmusicaldeandalucia.es/ojs/index.php/pfmec/article/view/300
- Facturas (1969), para 3 flautas, vibráfono, celesta, 2 pianos, violín, viola, violonchelo.
- Da tagte es (1970) para órgano. (descatalogada por el autor)
- Lo menos importante (1971) para clavicémbalo y tres magnetófonos. (descatalogada por el autor)
- Xénias pacatas (1971-1972) para 18 cuerdas. (descatalogada por el autor)
- Diapsálmata (1971-1972) para electrónica. (descatalogada por el autor)
- Oda (1973) para 9 instrumentos. (descatalogada por el autor)
- Noa (1973) para dos trompetas y dos trombones. (descatalogada por el autor)
- Lz vox eterna (1973) para dos voces bajas, cuatro percusionistas y dos flautas de pico. (descatalogada por el autor)
- Kineema (1973) para clarinete y piano. (descatalogada por el autor)
- Ecce opus (1973) para orquesta grande. (descatalogada por el autor)
- Agónica (1973) para quinteto de viento. (descatalogada por el autor)
- Xenias pacatas II (1974) para 2 guitarras. (descatalogada por el autor)
- Jondo (1974), para 5 tenores, 5 bajos, 3 trompetas, 3 trombones, 4 percusionistas y cinta magnética.
- Datura fastuosa (1974) para orquesta de cuerda.
- Actus (1975, rev. 1977) para contrafagot, 2 trombones, tuba, 3 percusionistas y cuerdas.
- Sobre la tumba de... (1975-1976) para violín, viola, 2 trombones y 14 cuerdas. (descatalogada por el autor)
- Op. 1 Manual (1976, rev. 1981) para piano.
- Concierto de cámara (1977) para flauta, clarinete bajo, cuarteto de cuerdas.
- Anemos A (1975), para 5 trompas, 3 trompetas, 3 trombones tuba, 3 percusionistas.
- Anemos B (1977-1978) para doce voces mixtas a cappella.
- Anemos C (1979) para 12 instrumentos.
- Acte préalable (1977-1978) para 4 percusionistas.
- Ars combinatoria (1979-1980) para flautín, oboe, contrafagot, trompa, trompeta, trombón.
- Erótica (1978-1981) para contralto y guitarra.
- Antar Atman (1980) para orquesta.
- Epiclesis (1981). Orquestación de una pieza para órgano de Juan Alfonso García.
- Vâda (1982), para 2 sopranos, flauta, oboe, clarinete, clarinete bajo, percusión, cuarteto de cuerda.
- Pâni (1981-1982), para clavicémbalo.
- Zayin I (1983), para violín, viola, violonchelo.
- Ariadna (1984), para 10 violines, 5 violas y 5 violonchelos.
- Têyas (1985), vocalizaciones fonéticas para coro de 24 voces a cappella.
- Rhea (1988) para 12 saxofones.
- Cantos Canarios (1988). Orquestación de una pieza de Teobaldo Power.
- Zayin II (1989), para violín, viola, violonchelo.
- Nûr (1990), para gran coro mixto a cappella.
- Cefeidas (1990) para electrónica.
- Sáhara (1991) para orquesta.
- Dunas (1991) para orquesta de cuerda.
- Delta Cephei (1992) para 2 clarinetes, violín, viola y violonchelo.
- Zayin III (1993), para violín, viola, violonchelo.
- Rigel (1993) para electrónica.
- Oleada (1993) para orquesta de cuerda.
- Zayin IV (1994), para cuarteto de cuerda.
- Hyades (1994) para voz, flauta baja, trombón, contrabajo y electrónica.
- Sheol (1994), para coro de 12 sopranos y 12 contraltos.
- Zayin V (1995), para violín, viola, violonchelo.
- Zayin VI (1995), para violín.
- Zayin VII (1995), para cuarteto de cuerda.
- Zayin VII bis (1995), para violín, viola, violonchelo.
- Coma Berenices (1996), para orquesta.
- Iberia (1994-97), inconclusa. Orquestación de la obra homónima de Albéniz

Música para cine y televisión
- Bearn o La sala de las muñecas (1983)
- Las bicicletas son para el verano (1983)
- El año de las luces (1986)
- El río de oro (1986)
- El mundo de Juan Lobón (1989)
- La intrusa (1990)